# 查爾斯頓鎮區 (堪薩斯州華盛頓縣)
查爾斯頓鎮區（英語：Charleston Township）為美國堪薩斯州華盛頓縣轄下的鎮區。2010年美国人口普查中此鎮區人口有78人。

## 地理
查爾斯頓鎮區涵蓋總面積為92.7平方（35.80平方英里），其中陸地面積為91.8平方（35.45平方英里），水域面積為0.91平方（0.35平方英里）或0.98%。

## 人口統計
根據2010年美國人口普查，查爾斯頓鎮區人口有78人，其中男性有44人，女性有34人，人口密度為每平方公里0.84人，住房計40戶。鎮區內的白人有78人，非裔美國人有0人，美洲原住民有0人，亞裔美國人有0人，太平洋島裔美國人有0人，其他種族有0人，混血種族則有0人。此外鎮區內有0人為西班牙裔或拉丁裔美國人。此鎮區之年齡中位數為41.5歲，而男性年齡中位數為41.5歲，女性年齡中位數為41.5歲。